# Ian González Nieto
Ian González Nieto (Madrid, España, 11 de febrero de 1993) es un futbolista retirado.

## Biografía
Nacido en la ciudad de Madrid, el día 11 de febrero de 1993.
Cuando era pequeño jugaba en el C.P. Escuela Parla, de donde pasó a la cantera del Real Madrid. Posteriormente le fichó el Valencia, donde jugó hasta acabar recalando en el Club Atlético de Madrid.
Años más tarde hizo su debut profesional con la filial Atlético de Madrid C en la Temporada 2011/12 de la Tercera División de España.
Seguidamente, en verano de 2013 fue ascendido al Atlético de Madrid "B" en Segunda División B.
El día 11 de enero de 2014 fue cedido hasta el mes de junio, al equipo reserva Getafe Club de Fútbol "B".
Seguidamente volvió al equipo colchonero y sufrieron con los del "B" el descenso al final de la 2014/15.
En julio de 2015 volvió al Getafe B, pero finalmente ascendió al ser llamado a jugar en la cantera del Getafe C. F., con el dorsal número 26, en la Temporada 2015/16 de Primera División.
Como jugador del primer equipo, hizo su debut profesional el 22 de agosto, como sustituto de Pedro León en una derrota de distancia 0-1 contra el Real Club Deportivo Español.
El espigado delantero centro  de 1,90 metros, ha militado en conjuntos del grupo segundo de Segunda B como Atlético de Madrid "B" y Getafe CF "B", precisamente en este club llegó a debutar con el primer equipo en Primera División, aunque solo fueron unos minutos en un partido de liga y otro de Copa del Rey.
Comienza la temporada 2016/17 en el CE Sabadell, donde no terminó de cumplir con las expectativas y en el mercado de invierno se compromete con el Linares Deportivo para lo que resta de temporada.
En 2018, es confirmado para jugar en el Club Atlético de San Luis y posteriormente fue cedido a Necaxa y Toluca hasta 2022.
El 30 de julio de 2022, firma por el CD Eldense de la Primera División RFEF.
El 17 de agosto de 2023, varias semanas después de ser anunciado por el conjunto alicantino, alegando motivos personales se retira del fútbol profesional.

## Clubes
| Club                                  | País   | Año             |
| ------------------------------------- | ------ | --------------- |
| Atlético de Madrid "B"                | España | 2013-2015       |
| Getafe B                              | España | 2014-2015       |
| Getafe C. F.                          | España | 2015-2016       |
| Centre d'Esports Sabadell Futbol Club | España | 2016            |
| Linares Deportivo                     | España | 2017 - 2018     |
| Atlético de San Luis                  | México | 2018 - 2021     |
| C. Necaxa                             | México | 2020 - 2021     |
| Deportivo Toluca                      | México | 2021 - 2022     |
| CDA Navalcarnero                      | España | 2022-Actualidad |